# Anton Beer-Walbrunn
Anton Beer-Walbrunn   (Kohlberg, 29 de juny de 1864 - Múnic, 22 de març de 1929) va ser un compositor alemany.

## Biografia
Anton Beer va néixer com el quart de cinc fills del mestre, cantor, sagristà i secretari municipal Anton Beer i la seva dona Margarethe, de soltera Walbrunn, a la ciutat del mercat de Kohlberg de l'Alt Palatinat. La casa on va néixer va ser enderrocada el 2019. L'any 1877 va assistir a l'escola preparatòria de Ratisbona, va fer l'examen d'accés al col·legi de professors d'Eichstätt el 1880, però després es va traslladar al seminari recentment fundat d'Amberg -avui Max-Reger-Gymnasium Amberg- i va ser un dels primers graduats. el 1882. El 1886 va aprovar l'examen final com el millor dels 57 candidats.
El seu professor, el director de música de la catedral Wilhelm Widmann a Eichstätt, va ser fonamental per ajudar-lo i li va permetre estudiar a Munic entre 1888 i 1891 amb Joseph Rheinberger, Hans Bußmeyer i Ludwig Abel a la Royal Academy of Music, on des de 1901 va estudiar contrapunt, composició, harmonia i piano ensenyat. El 1908 va ser nomenat Professor Reial. Entre els seus alumnes hi havia Télémaque Lambrino, Fritz Büchtger, Alfred Einstein, Carl Orff, Wilhelm Furtwängler, la compositora espanyola Maria Rodrigo (1912–1914) i el musicòleg i crític Eugen Schmitz.
El 1904 es va casar amb la pintora Ida Görtz, amb qui també va utilitzar el nom de soltera de la seva mare, que va morir aviat, com a doble nom de Beer-Walbrunn.
La seva tomba es troba al cementiri forestal de Munic.

## Dies Beer-Walbrunn
L'Associació d'Art i Cultura d'Anton Beer-Walbrunn Kohlberg, fundada el 2015 i presidida per Martin Valeske, celebra cada tardor des del 2014 els "Dies Beer-Walbrunn", on es torna a interpretar la seva música. Col·labora amb el mercat de Kohlberg, la ciutat de Weiden i el districte de l'Alt Palatinat.

## Discografia
- Anton Beer-Walbrunn – Sonets de Shakespeare i cançons seleccionades (estrena mundial el 2016). Angelika Huber (soprano), Kilian Sprau (piano). Bayer Records BR 100 390
- Música d'orgue del sud d'Alemanya del període romàntic tardà. Gerhard Weinberger (òrgan). TYXart/BR Classic, TXA15052. Incloent la fuga d'orgue sobre un cant gregorià op 29/1. TXA15052
- Anton Beer-Walbrunn – obres d'orgue. Hans-Friedrich Kaiser (òrgan). Bayer Records BR 100 393, 2018
- Anton Beer-Walbrunn: imatges i cançons de viatges (estrena mundial el 2018). Angelika Huber (soprano), Lauriane Follonier (piano). Bayer Records BR 100 395
- Obres per violoncel i cançons seleccionades – Anton Beer-Walbrunn / Wilhelm Furtwängler. 2019, Bayer Records BR 100 397
- In Memoriam: obres per a piano d'Anton Beer-Walbrunn (enregistraments d'estrena mundial 2020). Mamikon Nakhapetov (piano). Bayer Records BR 100 409.